# Supreme Warrior
Supreme Warrior is een computerspel voor het platform Sega 32X. Het spel werd uitgebracht in 1994. 

## Platforms
| Jaar | Platform                |
| ---- | ----------------------- |
| 1994 | 3DO, Sega 32X, Sega CD  |
| 1996 | DOS, Macintosh, Windows |

## Ontvangst
| Beoordeeld door                      | Platform | Datum             | Score |
| ------------------------------------ | -------- | ----------------- | ----- |
| Freak                                | 3DO      | maart 1995        | 90%   |
| Game Players                         | 3DO      | maart 1995        | 80%   |
| FLUX                                 | 3DO      | oktober 1994      | 67%   |
| Electronic Gaming Monthly (EGM)      | Sega 32X | juni 1995         | 54%   |
| Video Games & Computer Entertainment | Sega CD  | maart 1995        | 50%   |
| Electronic Gaming Monthly (EGM)      | 3DO      | februari 1995     | 50%   |
| Video Games & Computer Entertainment | 3DO      | maart 1995        | 50%   |
| Power Play                           | DOS      | december 1995     | 13%   |
| Digital Press - Classic Video Games  | Sega 32X | 25 september 2005 | 10%   |
| The Video Game Critic                | Sega CD  | 9 maart 2001      | 0%    |